# Zbigniew Kowalski (matematyk)
Zbigniew Kowalski (ur. 3 sierpnia 1924 w Krakowie, zm. 8 grudnia 1992 tamże) – polski matematyk, profesor nauk matematycznych, nauczyciel akademicki Uniwersytetu Jagiellońskiego.

## Życiorys
Do 1939 ukończył trzy klasy Gimnazjum im. Henryka Sienkiewicza w Częstochowie. W czasie okupacji mieszkał w Niedźwiedziu i utrzymywał się z podejmowanych dorywczo prac. Od 1945 zamieszkał wraz z rodziną w Krakowie, gdzie  w Gimnazjum im. Tadeusza Kościuszki otrzymał świadectwo dojrzałości w 1946  i rozpoczął studia astronomii na Uniwersytecie Jagiellońskim. W 1948 rozpoczął również studia matematyki.
Pracę w UJ rozpoczął w 1949 jako zastępca asystenta w Instytucie Matematyki. 
Ukończył studia matematyczne na Wydziale Matematyki, Fizyki i Chemii UJ w 1952. W 1961 obronił doktorat pt. Pewna metoda iteracyjna rozwiązywania równań różniczkowych, którego promotorem był Tadeusz Ważewski. Habilitację zatytułowaną Metody różnicowe dla nieliniowych równań o pochodnych cząstkowych przedstawił w 1968. W tym samym roku został docentem przy Katedrze Analizy Matematycznej. W 1989 został profesorem nadzwyczajnym w Instytucie Matematyki UJ. Był autorem ponad 36 publikacji. Był także tłumaczem fachowej literatury naukowej z języka rosyjskiego.
W latach 1989–1992 był prezesem Polskiego Towarzystwa Miłośników Astronomii.
Spoczywa na Cmentarzu Podgórskim w Krakowie, kwatera XXVII, rząd 1, miejsce 13.